# یودالوگاپوتنا
یودالوگاپوتنا (به لاتین: Udalugaputenna) یک منطقهٔ مسکونی در سری‌لانکا است که در استان مرکزی (سری‌لانکا) واقع شده‌است.